# Antonio Guerrero (pintor)

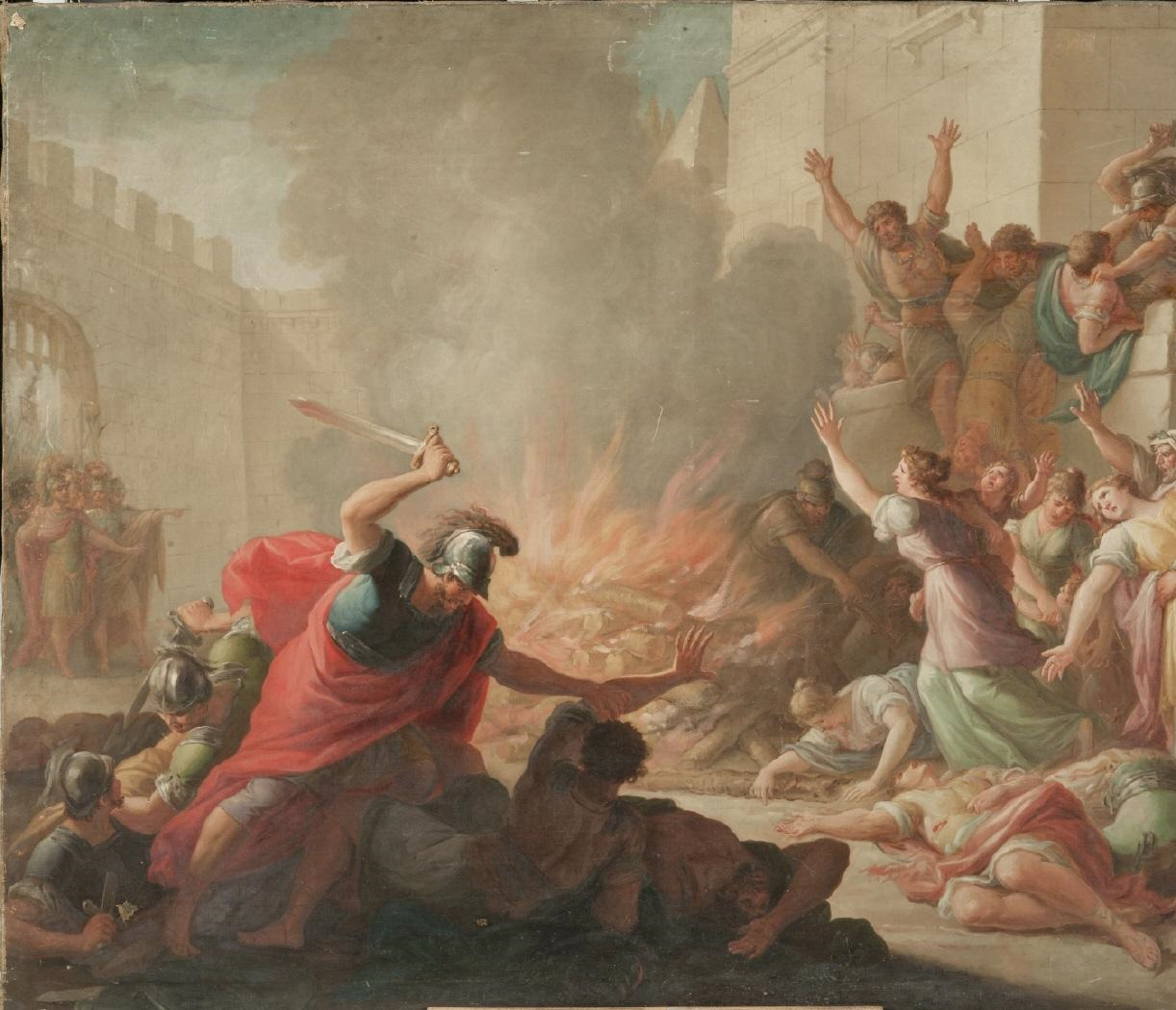
Toma de Numancia, óleo sobre lienzo, 135 x 178 cm, Madrid, Real Academia de Bellas Artes de San Fernando. Primer premio de pintura en 1802. Recortado por la derecha donde el lienzo presenta un daño importante.

Antonio Guerrero (Salamanca, 1777-?) fue un pintor, dibujante y litógrafo español.

## Biografía y obra
Formado en la Real Academia de Bellas Artes de San Fernando, en 1796 ganó el premio de segunda clase al que concurrió con un dibujo dedicado al tema de Aníbal visitando el templo de Hércules en Cádiz. En los premios de 1802, para los que en primera clase debían presentar los aspirantes en la “prueba de pensado” un lienzo con el tema de la destrucción de Numancia y en la prueba de repente improvisar la historia de José en la cárcel interpretando los sueños del faraón, obtuvo de nuevo el primer premio, dotado con medalla de oro de tres onzas, con Juan Antonio de Ribera como segundo.
Dedicado principalmente al dibujo, proporcionó numerosos modelos para la estampa grabados por otros artistas. Entre ellos, la Biblioteca Nacional de España conserva tres de los cuatro dibujos que, por encargo de la Imprenta Real y junto con Asensio Juliá preparó en 1796 para ilustrar las evoluciones de la recién creada Artillería volante o a caballo, dibujos que serían grabados por Tomás López Enguídanos, Nicolás Besanzon y Luis Fernández Noseret. Por dibujos suyos se conocen los retratos del padre Pedro de Ribadeneyra, grabado por Esteban Boix, y el de José Moñino, grabado por Juan Carrafa, recogidos ambos en el último cuaderno de los Retratos de los españoles ilustres, editado en 1819. Además hizo retratos de miembros de la casa real, algunos de ellos por pinturas de Vicente López Portaña, como los del rey Fernando VII y su hermano Carlos María Isidro de Borbón, grabados por Manuel Albuerne, y dibujos para estampas sueltas de devoción, entre ellas la de Nuestra Señora del Amor de Dios como se veneraba en el Hospital de Antón Martín de Madrid, grabada por Mariano Brandi, o la Impresión de las llagas de san Francisco para el grabado de Francisco Suriá, que firma también los retratos de María Josefa Amalia de Sajonia y Luisa Carlota de Borbón Sicilia por dibujos de Guerrero. 
Para la Colección litográfica de cuadros del Rey de España el Sr. D. Fernando VII editada entre 1826 y 1837 por el Real Establecimiento Litográfico de Madrid bajo la dirección de José de Madrazo litografió El apóstol Santiago el Mayor y La Magdalena de Guido Reni y San Juan Evangelista en Patmos, atribuido a Alonso Cano.